# كيوتاكا ماتسوي
كيوتاكا ماتسوي (باليابانية: 松井 清隆) (4 يناير 1961 في أوساكا في اليابان – )؛ هو لاعب كرة قدم ياباني سابق كان يلعب كحارس مرمى. سبق له أن لعب مع منتخب اليابان.

## وصلات خارجية
- كيوتاكا ماتسوي على موقع قاعدة بيانات كرة القدم.إي يو (الإنجليزية)
- كيوتاكا ماتسوي على موقع ناشيونال فوتبول تيمز (الإنجليزية)

- National Football Teams
- Japan National Football Team Database